# Vanellus duvaucelii
La pavoncella di Duvauceli o pavoncella di fiume (Vanellus duvaucelii, Lesson, 1826), è un uccello della famiglia dei Charadriidae.

## Sistematica
Vanellus duvaucelii non ha sottospecie, è monotipico.

## Distribuzione e habitat

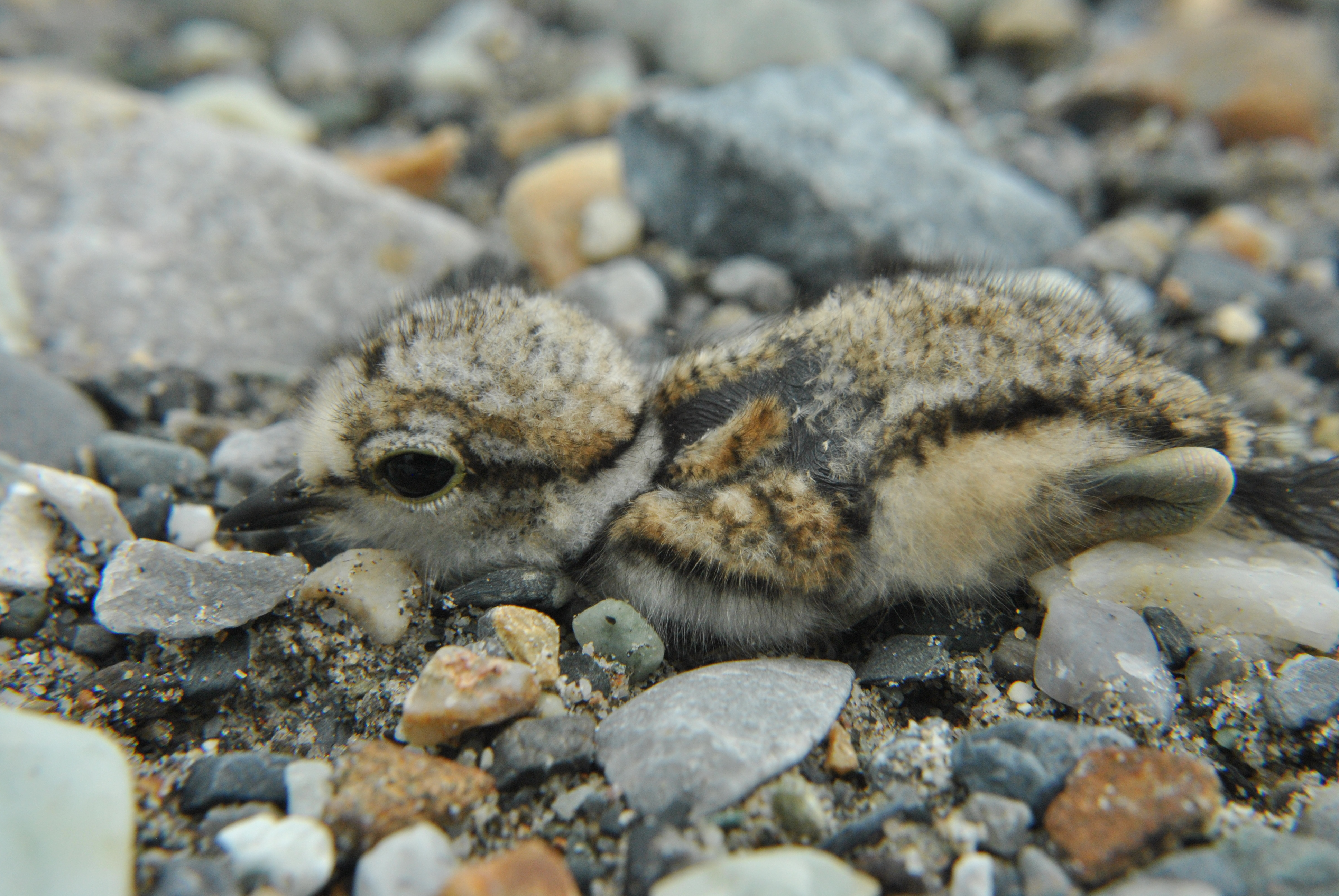

Questo uccello vive in Asia sudorientale, più precisamente dall'India nordoccidentale e centrosettentrionale, attraverso Nepal e Bhutan, fino allo Yunnan in Cina, e in Indocina.